# Bellapiscis lesleyae
Bellapiscis lesleyae és una espècie de peix de la família dels tripterígids i de l'ordre dels perciformes.

## Morfologia
- Els mascles poden assolir 6 cm de longitud total.[4][5]

## Alimentació
Menja principalment amfípodes, isòpodes, poliquets i gastròpodes petits.

## Hàbitat
És un peix marí, de clima temperat i demersal que viu entre 0-5 m de fondària.

## Distribució geogràfica
Es troba a Nova Zelanda.

## Costums
És de costums solitaris.

## Observacions
És inofensiu per als humans.